# Estepas cerealistas de la Campiña
Las Estepas cerealistas de la Campiña es un espacio natural, incluido en la Red Natura 2000, como Zona de Especial Protección para Aves (ZEPA). Alcanza una extensión total de 2.496,65 ha, distribuidas en 9,71 ha en la localidad de Alovera, 308,64 en Cabanillas del Campo, 1.108,45 en Quer, 399,34 en Valdeaveruelo, 668,70 ha en Villanueva de la Torre, en la provincia de Guadalajara, comunidad autónoma de Castilla-La Mancha.

## Descripción
- Código NATURA 2000:

ZEPA - ES0000167
- Clima - Mediterráneo continentalizado.
- Extensión - 2.496,65 ha.
- Altitud

Mínima - 657 metros.
Media - 742 m.
Máxima - 810 m.
- Localización: W/E (Greenwich).

Longitud - W 3º 17' 33
Latitud - N 40º 36' 55

## Características
Llanura ubicada en una terraza fluvial del río Henares, ocupada preferentemente por cultivos herbáceos de secano.
Esta zona alberga una densa población de avutardas, que ocupa también terrenos similares características y aledaños de la vecina Comunidad de Madrid, también designada ZEPA. Para esta especie, cumple el criterio numérico necesario para su designación.

### Fauna
Se trata de una zona de especial calidad  e importancia para la protección de especies de aves, tipo estepario, incluyendo las poblaciones sedentarias de avutarda, (Otis tarda), sisón, (Tetrax tetrax), la ortega, (Pterocles orientalis), la calandria, (Melanocorypha calandra), la terrera común, (Calandrella brachydactyla), la alondra, (Alauda arvensis), la cogujada común (Galerida theklae), el triguero (Miliaria calandra) y  el cernícalo primilla (Falco naumanni). En época de cría es también es común avistar el aguilucho cenizo (Circus pygargus), y en invernada al aguilucho pálido (Circus cyaneus), y el esmerejón (Falco columbarius).

### Vulnerabilidad
La zona es vulnerable frente a futuras modificaciones a las actuales prácticas agrarias, cultivo mayoritario de cereales en secano. Por su proximidad a zonas urbanas, resulta vulnerable a la instalación de nuevas industrias o urbanizaciones.